# Owi
Owi is een eiland in de Indonesische provincie Papoea. Het ligt in de buurt van Japen en Biak. Het is 12 km² groot en steekt nauwelijks boven de zeespiegel uit.

## Zoogdieren
De volgende zoogdieren komen er voor:
- Polynesische rat (Rattus exulans)
- Echymipera kalubu
- Petaurus biacensis
- Rattus jobiensis
- Uromys emmae
- Dobsonia beauforti
- Dobsonia emersa
- Pteropus conspicillatus